# Signore di Balaguer

Lo stemma del Signore di Balaguer

Il titolo di signore di Balaguer (in spagnolo, señor de Balaguer) è un antico titolo, appannaggio del Regno di Aragona, creato da Alfonso V di Aragona. Attualmente è uno dei titoli tradizionalmente vincolati all'erede al trono di Spagna.

## Storia
Il titolo venne creato nel 1418 dal re Alfonso V per suo fratello Giovanni, legandolo simbolicamente alla capitale della soppressa contea di Urgell, proprietà della rivale Casa di Trastamara. Quando Giovanni ereditò il trono, nel 1458, insignì del titolo il suo secondo figlio, l'infante Fernando, che a sua volta salì al trono nel 1479. Da allora divenne un titolo proprio degli eredi della Corona d'Aragona, legato al titolo di principe di Girona.
Il titolo di signore di Balaguer, unitamente a quello di principe delle Asturie, principe di Girona, principe di Viana, conte di Cervera e duca di Montblanc, è stato conferito a Felipe di Spagna, nominato il 21 gennaio 1977 mediante regio decreto 54/1977 e pubblicato sulla gazzetta ufficiale il giorno successivo.

## Oggi
In seguito alla nomina a re di Felipe, il titolo è stato concesso a Leonor di Borbone-Spagna, erede al trono spagnolo.